# Missillac
Missillac (bret. Merzhelieg) – miejscowość i gmina we Francji, w regionie Kraj Loary, w departamencie Loara Atlantycka.
Według danych na rok 2010 gminę zamieszkiwały 4843 osoby, a gęstość zaludnienia wynosiła 81 osób/km².